# Frühstart
Als Frühstart wird bei sportlichen Rennen der Beginn des Laufes oder der Fahrt eines Wettkampfteilnehmers vor dem Erscheinen des Startsignals bezeichnet. Ein Frühstart zieht meist Sanktionen bis zum Ausschluss des Wettkampfteilnehmers nach sich.
Da zwischen der technischen Abgabe des Startsignals und dessen Wahrnehmung normalerweise ein gewisser Zeitraum verfließt und die Reaktion beim Wettkampfteilnehmer unterschiedlich schnell erfolgen kann (Reaktionszeit), sind Definitionen mit Angabe eines Zeitrahmens nötig, in dem ein Frühstart als solcher anzunehmen ist.

## Leichtathletik
In der Leichtathletik begeht ein Läufer einen Frühstart (eigentlich: Fehlstart), wenn er die Startbewegung beginnt, bevor er das Startsignal (in der Regel einen Schuss) gehört hat. Dies festzustellen obliegt dem das Startsignal abgebenden Kampfrichter, dem Starter und einem oder mehreren zu seiner Unterstützung bestellten Rückstartern. Bei großen (vor allem internationalen) Wettkämpfen, sowie zur Anerkennung als Weltrekord, ist es nach den IWR 161.2 außerdem obligatorisch, die Läufer durch Fehlstartkontrollgeräte zu überwachen. Hierbei registriert eine Elektronik permanent den Druck der Füße auf die Startblöcke. Wird dadurch eine Reaktion des Sportlers früher als 100 Millisekunden nach Abgabe des Startsignals festgestellt, signalisiert die Elektronik einen Fehlstart. Diese Feststellung des Fehlstartkontrollgerätes ist – außer bei offensichtlicher Fehlfunktion – endgültig. Ein Fehlstart wird – soweit das Startsignal bereits abgegeben wurde – durch ein weiteres solches Signal (Schuss) angezeigt.
Seit 2010 führt jeder Fehlstart bei Wettkämpfen unter IAAF-Aufsicht zur Disqualifikation. Auch Athleten, welche im nachfolgenden Versuch einen Fehlstart begehen, werden disqualifiziert. 
Im Mehrkampf wird abweichend davon ein Läufer erst dann disqualifiziert, wenn er den zweiten oder nachfolgenden Fehlstart eines Startversuches verursacht. Bis 2009 galt diese Regelung für Einzeldisziplinen, während im Mehrkampf ein Fehlstart je Läufer erlaubt war. Bis 2002 waren in Einzeldisziplinen ein, im Mehrkampf sogar zwei Fehlstarts pro Athlet zulässig.

## Kartsport
Im Kartsport liegt ein in Frühstart dann vor, wenn ein Fahrer nach Einnahme seines Startplatzes vor Aufleuchten des Grünlichtes seinen Startplatz oder seine Startlinie um mehr als dreißig Zentimeter nach vorn überfährt. Wer zu früh startet, fällt automatisch auf den letzten Startplatz zurück. Beim Neustart nimmt das gesamte Feld die neuen Startplätze ein und fährt eine neue Einführungsrunde. Die Fahrer rücken auf freiwerdende Startplätze auf.

## Motorradsport
Ein Frühstart liegt bei den meisten Motorradrennen dann vor, wenn während der Rotphase der Startampel sich das Vorderrad erkennbar über die geschlossene Seite des Start-Rechtecks bewegt. Ein Frühstart liegt auch dann vor, wenn der Fahrer seine Maschine noch in der Rotphase zurückzieht und beim Umschalten der Ampel wieder von seiner vorgesehenen Position startet. Fahrer, die einen Frühstart verursachen, werden bei erforderlicher Startwiederholung hinter die Penalty-Linie bzw. die erste unbesetzte Startreihe versetzt oder, soweit das Rennen als gestartet angesehen wird, wird der betreffende Fahrer im Ergebnis des betreffenden Laufes um fünf Plätze zurückgestuft.
In anderen Veranstaltungen (Le-Mans-ähnlicher Start) wird das Loslaufen vor dem Startsignal bzw. Starten des Motors durch den Helfer oder Anschieben des Motorrades innerhalb des startenden Feldes bereits als Frühstart gewertet und mit einem Zeitaufschlag von 30 Sekunden auf die Zeit bestraft. Dem betroffenen Team wird die Strafe durch Zeigen einer Tafel mit der entsprechenden Startnummer in der Boxengasse angezeigt.

## Segelsport
Beim Segelsport gibt verschiedene Arten, Frühstarter zu bestrafen.
Grundsätzlich muss jedes Boot, das beim Start vor der Startlinie war, die Startlinie noch einmal regulär überqueren oder um ein Ende der Linie fahren und dann starten. Der Wettfahrtleiter kann verschärfte Regeln einführen. Dann sind Frühstarter sofort disqualifiziert.

## American Football
Eine spezielle Form des Frühstarts kommt auch im American Football vor. Bewegt sich ein Spieler der angreifenden Mannschaft (Offense) bevor der Ball durch den Snap ins Spiel gebracht wird, ruft der Schiedsrichter einen Frühstart (False Start) aus. Daneben existiert auch ein Frühstart seitens der Verteidigung (Defense), der ausgerufen wird, wenn ein Spieler der verteidigenden Mannschaft einen Spieler der Offense berührt (Encroachment) oder die Line of Scrimmage, also die Höhe des Balles übertritt (Neutral Zone Infraction), ebenfalls bevor der Ball ins Spiel gebracht wird. Der Schiedsrichter zeigt den Regelverstoß, der mit 5 Yards Raumverlust geahndet wird, im ersten Fall durch umeinander kreisende Arme an, im zweiten Fall durch das Abstützen beider Händen an den Hüften.
Im College Football werden Frühstarts der Defense als Offside, also Abseits, bezeichnet, während dieser Ausdruck in der National Football League (NFL), nur eine von drei verschiedenen Arten eines Frühstarts der Defense ist.

## Fußball
Beim Fußball kann ein zu frühes Betreten eines gesperrten Bereichs (z. B. Mittelkreis beim Anstoß oder Strafraum beim Elfmeter) durch einen Spieler nur geahndet werden, wenn der anderen Mannschaft dadurch ein Nachteil entstanden ist. Andernfalls läuft das Spiel einfach weiter.